# أش ناير
أش ناير (بالملايوية: Ash Nair)‏ هو مغني ماليزي، ولد في 26 يونيو 1980.

## وصلات خارجية
- الموقع الرسمي